# 川村裕
川村 裕（かわむら ひろし、1958年6月27日 - ）は、日本の外交官。コートジボワール兼トーゴ兼ニジェール駐箚特命全権大使や、沖縄担当特命全権大使等を経て、ノルウェー駐箚特命全権大使、2024年3月依願退職。

## 経歴・人物
岩手県出身。1980年外務公務員採用上級試験合格。1981年京都大学法学部卒業。外務省入省。
- 1989年：外務省経済協力局国際機構課課長補佐
- 1991年：外務省経済協力局国際機構課首席事務官
- 1992年：在フランス日本国大使館一等書記官
- 1994年：在象牙海岸共和国日本国大使館一等書記官
- 1996年：兵庫県生活文化部環境局水質課長
- 1998年：外務大臣官房総務課企画官兼行政改革推進室長
- 1999年：外務大臣官房文化交流部文化第一課長
- 2001年
  - 外務省大臣官房文化交流部政策課長
  - 外務省大臣官房儀典官
- 2002年：外務省大臣官房儀典総括官
- 2003年：在ミャンマー曰本国大使館参事官
- 2005年：在ミャンマー曰本国大使館参事官（公使）
- 2006年：在フランス曰本国大使館参事官（公使）
- 2009年：在カンボジア日本国大使館参事官（公使）
- 2012年：国際交流基金統括役
- 2014年
  - 国際交流基金総務部長
  - 駐コートジボワール兼トーゴ兼ニジェール特命全権大使
- 2018年：特命全権大使（沖縄担当）、在沖縄米軍の諸活動等に関する在沖縄米軍との交渉を行い、及びこれに関連するアメリカ合衆国政府との交渉に参加するための日本政府代表[2]
- 2020年：駐ノルウェー特命全権大使[3]
- 2024年：依願退職[4]

## 同期
- 兼原信克（14年国家安全保障局次長兼務・12年内閣官房副長官補）
- 泉裕泰（19年日本台湾交流協会台北事務所長・17年バングラデシュ大使）
- 上月豊久（15年ロシア大使）
- 岡村善文（19年OECD大使・17年人権人道担当大使）
- 山田彰（17年ブラジル大使・14年メキシコ大使）
- 上村司（21年日本国政府代表（中東和平担当特使）、17年サウジアラビア大使）
- 佐藤地（17年駐ハンガリー大使・15年ユネスコ大使）
- 側嶋秀展（19年ミクロネシア大使・16年ザンビア大使）
- 香川剛廣（18年国際貿易・経済担当大使・15年エジプト大使）
- 石兼公博（19年国連大使・17年カナダ大使）
- 高岡正人（19年クウェート大使・16年モンゴル大使・13年シドニー総領事・12年イラク大使）
- 高木昌弘（21年駐ドミニカ共和国大使・20年クリチバ総領事）
- 冨田浩司（21年駐米大使・19年韓国大使・15年イスラエル大使）
- 川村泰久（19年カナダ大使）
- 嘉治美佐子（19年クロアチア大使・14-17年ジュネーヴ代表部大使）
- 宮島昭夫（20年ポーランド大使・17年トルコ大使）
- 重枝豊英（15年リトアニア大使）
- 石井哲也（17年トンガ大使）
- 岡田誠司（20年バチカン大使・17年南スーダン大使）
- 冨永純正（14年青年海外協力協会会長・11年コンゴ民主共和国大使）
- 奥克彦（イラク日本人外交官射殺事件犠牲者[5]、03年殉職のため大使の称号付与）
- 伊藤光子（15年世界の子どもにワクチンを日本委員会事務局長）
- 福嶌教輝（21年駐メキシコ大使・15年駐アルゼンチン大使）
- 福嶌香代子（19年ナッシュビル総領事）